# Hou Hanshu
Das Hou Hanshu (chinesisch 後漢書 / 后汉书, Pinyin Hòu Hànshū) oder Schriften der Späteren Han gehört zu den anerkannten Quellen der chinesischen Geschichte. Es wurde im 5. Jahrhundert von Fan Ye anhand zahlreicher älterer Dokumente zusammengestellt und behandelt in 90 Kapiteln die Geschichte der Späteren Han-Dynastie von 25 bis 220 n. Chr.
Das Werk ist die dritte der 24 Dynastiegeschichten und umfasst 120 Rollen/Bände (捲,  juǎn). Es steht in diesem Kanon nach den Aufzeichnungen des Großen Historikers und dem Buch der Han an dritter Stelle, vor den Chroniken der Drei Reiche. Fan Ye bezieht sich auf frühere Historiker, darunter Sima Qian und Ban Gu. Die Werke manch anderer Historiker übernimmt er sogar unter deren Originaltitel, so etwa die Aufzeichnungen der Han aus dem Östlichen Aufenthalt von verschiedenen zeitgenössischen Autoren des 2. Jahrhunderts oder die Aufzeichnungen der Späteren Han von Yuan Hong aus dem 4. Jahrhundert, die teilweise verloren gegangen sind. Die letzten 30 Bände des Hou Hanshu sind der Fortsetzung des Buchs der Han von Sima Biao aus dem 3. Jahrhundert entnommen; dies geschah unter Federführung von Liu Zhao, der im 6. Jahrhundert das Hou Hanshu abschloss.
Für die kulturellen und sozioökologischen Berichte aus Zentralasien waren die Aufzeichnungen der Westlichen Regionen von Ban Yong (127) maßgeblich, die im Band 88 des Hou Hanshu enthalten sind. Es wurde jedoch von Fan Ye korrigiert, der dazu am Ende des Kapitels vermerkt, einige Daten aus den westlichen Regionen revidiert zu haben.

## Übersetzungen
- Die Aufstände Wei-ngao’s und Kung-sün-schŏ’s. Zur Geschichte des Zwischenreiches von Han. Gerold, Wien 1869 (Übersetzung von August Pfizmaier, online).